# أبرار حسين
أبرار حسين (9 فبراير 1961 – 16 يونيو 2011) هو ملاكم باكستاني راحل، مثّل بلاده في الألعاب الأولمبية الصيفية في دورات 1984 و1988 و1992.

## وصلات خارجية
أبرار حسين على موقع أوليمبيديا (الإنجليزية)